# Llista de bisbes de Terrassa i Ègara
Bisbat d'Ègara
- Ireneu (referència l'any 465)
- Nebridi (referències els anys 516, 517 i 527)
- Taür (referència l'any 546)
- Sofroni (referència els anys 589 i 592)
- Ilergi (referències els anys 599 i 610)
- Eugeni (referència l'any 633)
- Vicenç (referència l'any 653)
- Joan (referències els anys 683, 688 i 693)

Bisbat de Terrassa
- Josep Àngel Saiz Meneses (2004-...)